# Cromoproteína
Una cromoproteína es una proteína conjugada que contiene un grupo prostético pigmentado. Según la naturaleza del grupo prostético, se dividen en:
1. Pigmentos porfirínicos. Su grupo prostético es un tetrapirrólico o porfirina, con un catión metálico en el centro de este anillo.
no es cierto
-La mioglobina, que transporta el oxígeno en los músculos. También con grupo hemo.
Con grupos hemino: catión férrico (Fe 3+)
-Las enzimas peroxidasas.
-Las enzimas catalasas.
En algunas moléculas, como los citocromos, el catión ferroso (Fe2+) puede oxidarse a férrico (Fe3+) y este ion, a su vez, puede reducirse.
2. Pigmentos no porfirínicos. Por ejemplo:
-La hemocianina, pigmento respiratorio de color azul, que contiene cobre e interviene en el transporte de oxígeno en crustáceos y moluscos.
-La hemeritrina, pigmento respiratorio que tiene hierro y que se encuentra en los anélidos marinos y en los braquiópodos.